# Équipe de France de football aux Jeux olympiques d'été de 1984
L'équipe de France olympique de football participe à son 11e tournoi de football aux Jeux olympiques lors de l'édition de 1984 qui se tient à Los Angeles aux États-Unis, du 29 juillet 1984 au 11 août 1984. 

## Phase qualificative

### Premier tour - Groupe 4B
| Rang | Équipe   | Pts | J | G | N | P | Bp | Bc | Diff |
| ---- | -------- | --- | - | - | - | - | -- | -- | ---- |
| 1    | France   | 7   | 4 | 3 | 1 | 0 | 7  | 2  | +5   |
| 2    | Belgique | 3   | 4 | 0 | 3 | 1 | 1  | 3  | -2   |
| 3    | Espagne  | 2   | 4 | 0 | 2 | 2 | 1  | 4  | -3   |

### Matchs de barrage
| 27 mars 1984 | France     | 1 - 1   | Allemagne de l'Ouest | Paris |  |
|              | Xuereb 30e | (1 - 0) | Schatzschneider 86e  |       |  |

| 17 avril 1984 | Allemagne de l'Ouest | 0 - 1   | France      | Bochum |  |
|               |                      | (0 - 0) | Lacombe 76e |        |  |

La France est qualifiée pour les JO 1984 en remportant terminant première du groupe 4.

## Tournoi olympique

### Tour préliminaire

#### Groupe A
| Classement final |         |     |   |   |   |   |    |    |      |
|                  | Équipe  | Pts | J | G | N | P | BP | BC | Diff |
| 1                | France  | 4   | 3 | 1 | 2 | 0 | 5  | 4  | +1   |
| 2                | Chili   | 4   | 3 | 1 | 2 | 0 | 2  | 1  | +1   |
| 3                | Norvège | 3   | 3 | 1 | 1 | 1 | 3  | 2  | +1   |
| 4                | Qatar   | 1   | 3 | 0 | 1 | 2 | 2  | 5  | -3   |

| 20 juillet | France  | 2 | 2 | Qatar  |
| 22 juillet | Norvège | 1 | 2 | France |
| 24 juillet | Chili   | 1 | 1 | France |

### Quart de finale
| 5 août 1984 | France         | 2–0 | Égypte | Rose Bowl, Pasadena                                  |                                                      |
| 19:00       | Xuereb 29e 52e |     |        | Spectateurs : 66 228 Arbitrage : Cha ( Corée du Sud) | Spectateurs : 66 228 Arbitrage : Cha ( Corée du Sud) |
| 19:00       | Rapport        |     |        | Spectateurs : 66 228 Arbitrage : Cha ( Corée du Sud) | Spectateurs : 66 228 Arbitrage : Cha ( Corée du Sud) |

### Demi-finales
| 8 août 1984 | France                                               | 4–2 a. p. | Yougoslavie                 | Rose Bowl, Pasadena                                 |                                                     |
| 18:15       | Bijotat 7e · Jeannol 15e · Lacombe 96e · Xuereb 119e |           | 63e Cvetković · 74e Deverić | Spectateurs : 97 451 Arbitrage : Ramírez ( Mexique) | Spectateurs : 97 451 Arbitrage : Ramírez ( Mexique) |
| 18:15       | Rapport                                              |           |                             | Spectateurs : 97 451 Arbitrage : Ramírez ( Mexique) | Spectateurs : 97 451 Arbitrage : Ramírez ( Mexique) |

### Finale
| Match 32                                                 | France                   | 2 - 0   | Brésil | Rose Bowl, Pasadena, États-Unis              |                                              |
| 11 août 1984 · 19:00 (UTC-8) · Historique des rencontres | Brisson 55e · Xuereb 60e | (0 - 0) |        | Spectateurs : 101 799 Arbitrage : Jan Keizer | Spectateurs : 101 799 Arbitrage : Jan Keizer |
| 11 août 1984 · 19:00 (UTC-8) · Historique des rencontres | Rapport                  |         |        | Spectateurs : 101 799 Arbitrage : Jan Keizer | Spectateurs : 101 799 Arbitrage : Jan Keizer |

| France | Brésil |

| FRANCE :        |    |                           |     |
|                 |    |                           |     |
| Gardien de but  | 01 | Albert Rust               |     |
|                 | 02 | William Ayache            |     |
|                 | 03 | Michel Bibard             |     |
|                 | 04 | Dominique Bijotat         |     |
|                 | 05 | François Brisson          | 79e |
|                 | 08 | Philippe Jeannol          |     |
|                 | 09 | Guy Lacombe               |     |
|                 | 10 | Jean-Claude Lemoult       |     |
|                 | 11 | Jean-Philippe Rohr        |     |
|                 | 15 | Daniel Xuereb             | 87e |
|                 | 16 | Jean-Louis Zanon          |     |
| Remplaçants :   |    |                           |     |
| Gardien de but  | 17 | Michel Bensoussan         |     |
|                 | 06 | Patrick Cubaynes          | 87e |
|                 | 07 | Patrice Garande           | 79e |
|                 | 12 | Didier Sénac              |     |
|                 | 13 | Jean-Christophe Thouvenel |     |
|                 | 14 | José Touré                |     |
| Sélectionneur : |    |                           |     |
| Henri Michel    |    |                           |     |

| BRÉSIL :        |    |                   |     |
|                 |    |                   |     |
| Gardien de but  | 01 | Gilmar Rinaldi    |     |
|                 | 02 | Ronaldo Silva     |     |
|                 | 03 | Pinga             |     |
|                 | 04 | Mauro Galvão      |     |
|                 | 05 | Ademir            |     |
|                 | 06 | André Luís        |     |
|                 | 08 | Dunga             |     |
|                 | 09 | Kita              | 58e |
|                 | 10 | Gilmar Popoca     |     |
|                 | 11 | Silvinho          |     |
|                 | 15 | Tonho Gil         | 58e |
| Remplaçants :   |    |                   |     |
| Gardien de but  | 12 | Luís Henrique     |     |
|                 | 07 | Paulo Santos      |     |
|                 | 13 | Luís Carlos Winck |     |
|                 | 14 | Davi              |     |
|                 | 16 | Chicão            | 58e |
|                 | 17 | Milton Cruz       | 58e |
| Sélectionneur : |    |                   |     |
| Jair Picerni    |    |                   |     |

## Effectif
| #          | Nom                       | Club                  |
| Gardiens   | Gardiens                  | Gardiens              |
| ---------- | ------------------------- | --------------------- |
| 17         | Michel Bensoussan         | FC Rouen              |
| 1          | Albert Rust               | FC Sochaux            |
| Défenseurs |                           |                       |
| 2          | William Ayache            | FC Nantes             |
| 3          | Michel Bibard             | FC Nantes             |
| 8          | Philippe Jeannol          | AS Nancy-Lorraine     |
| 12         | Didier Sénac              | RC Lens               |
| 13         | Jean-Christophe Thouvenel | Girondins de Bordeaux |
| Milieux    |                           |                       |
| 4          | Dominique Bijotat         | AS Monaco             |
| 10         | Jean-Claude Lemoult       | Paris SG              |
| 11         | Jean-Philippe Rohr        | FC Metz               |
| 16         | Jean-Louis Zanon          | AS Saint-Étienne      |
| Attaquants |                           |                       |
| 5          | François Brisson          | RC Lens               |
| 6          | Patrick Cubaynes          | Nîmes Olympique       |
| 7          | Patrice Garande           | AJ Auxerre            |
| 9          | Guy Lacombe               | Toulouse FC           |
| 14         | José Touré                | FC Nantes             |
| 15         | Daniel Xuereb             | RC Lens               |
| Entraîneur |                           |                       |
|            | Henri Michel              |                       |

## Distinctions
- Trophées UNFP 2024 : trophée d'honneur pour l'ensemble du groupe, à l'occasion du 40e anniversaire de la victoire de l'équipe de France olympique aux Jeux olympiques d'été de 1984[1],[2].